# Карателі (книга)
«Карателі» – роман українського письменника Влада Якушева, в якому описуються події російсько-української війни у 2015-2016 роках. Книга заснована на реальних подіях.
Назва «Карателі» є іронічною. Автор назвав книгу так, як російська пропаганда зазвичай називає воїнів ЗСУ.

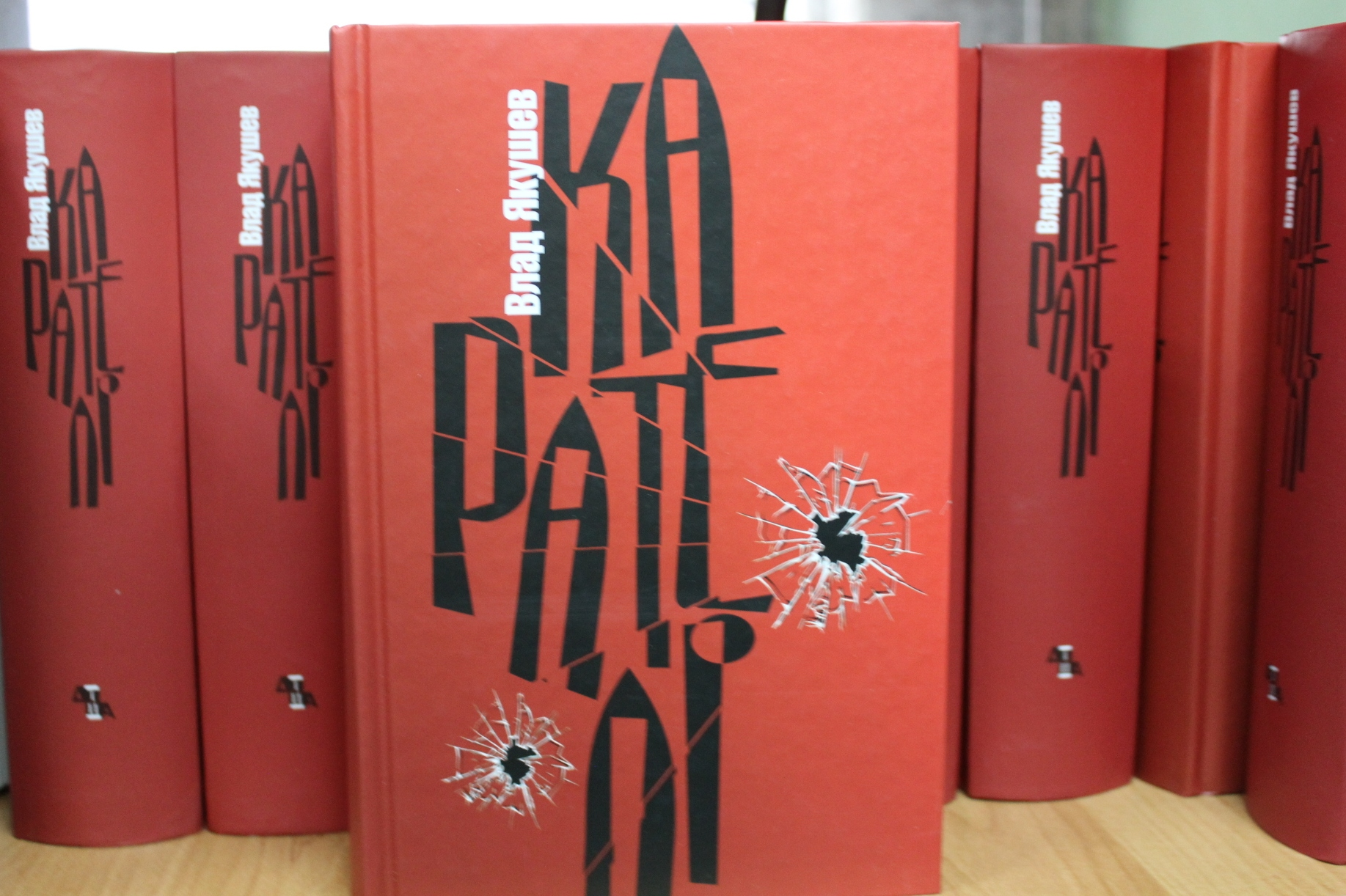
"Карателі", книга українського письменника Влада Якушева про російсько-українську війну. Видана у 2018 р.

Надрукована у 2018 році видавництвом ДІПА (Київ). 

## Історія написання роману
Демобілізований у кінці 2016 року з лав ЗСУ, старший лейтенант Влад Якушев вирішує у художній формі описати події, учасником яких став після мобілізації до 14 ООМБр. 
Він  більше ніж на рік їде в Івано-Франківську область, де поселяється у будинку родини свого кума , а у подальшому співавтора другої книги – «Сірі Археологи»  – Андрія Лотоцького.
На думку Влада Якушева, роман має стати книгою пам’яті всіх, хто загинув у цей період, воюючи у складі 14-ї ОМБР, та має протидіяти пропаганді Російської Федерації.

## Центральні персонажі
- Михайло Прокопів, позивний «Граніт» – командир першого батальйону «Нічні тіні» 14 ОМБр.
- Сан Санич, позивний «Ураган» – замполіт третьої роти 14 ОМБр.
- Сергій Сірко, позивний «Панда» – командир третьої роти 14 ОМБр.
- Аліна Коссе – українська патріотка, волонтерка, мешканка прифронтового м. Мар’їнка.
- Кондрашов Олександр Леонідович – мешканець прифронтового м. Красногорівка.
- Петро Нагайовський, позивний «Тигр» – командир другої роти 14 ОМБр.
- Валерій Дуріхін, позивний «Бодрий» – командир танкового батальйону 14 ОМБр
- Юлік, позивний «Ні-два-ні півтора» – боєць 14 ОМБр.
- Отець Ігор, капелан першого батальйону 14 ОМБр.
- Отець Валерій, священник, волонтер.
- Володимир Іванович, позивний «Косатка» – зв’язківець 14 ОМБр.
- Собаки Ніка та Люська.
- Автохтонні образи тварин: лис Цок-Цок, їжак Уфф.

## Сюжет
Роман розділений на невеликі глави, кожну з яких можна читати як окреме оповідання, але у той же час «Карателі» є повноцінним романом, де всі глави пов’язані персонажами та сюжетними лініями.
У самостійні сюжетні лінії можна виділити історію окремих підрозділів 14 ОМБр: третьої роти першого батальйону «Нічні тіні», взводу зв’язківців першого батальйону «Нічні тіні», танкового батальйону, командира другої роти «Тигра», жительки Мар’їнки Аліни Коссе, жителя Красногорівки Кондрашова, священника отця Ігоря, лиса Цок-Цока та їжака Уффа. Сюжетні лінії перетинаються у міру розгортання подій, даючи об’єктивну картину бойових дій, настроїв у ЗСУ в 2015-2016 роках, настроїв місцевого населення. 
Розпочинається книга з наради офіцерів 14 ОМБр, в момент, коли вони отримують наказ вийти у зону АТО. Бригада на 80% сформована з мобілізованих, які ніколи не тримали в руках зброї. Бригада виступає під Маріуполь, який обороняє впродовж літа 2015 року, а потім передислоковується під Мар’їнку та Красногорівку, утримуючи одну з найнебезпечніших ділянок у Донецькій області. У Мар’їнці відстань між українськими та російськими позиціями тоді була 250-400 метрів.
Автор показує, як змінюються мобілізовані, вчаться воювати, як успішно протистоять елітним російським частинам, як з часом змінюється ставлення населення до ЗСУ. 
Частина оповіді ведеться від імені лиса Цок-Цока та їжака Уффа, які живуть на території поміж окопами ворожих сторін. За допомогою цього прийому автор розповідає читачу, що відбувається на стороні ворога. 
Не зважаючи на те, що книга художня, переважна більшість персонажів реальні люди і всі випадки загибелі українських воїнів – справжні.
Книга завершується виводом 14 ОМБр із зони АТО.

## Критика
Книга «Карателі» отримала високу оцінку у ЗМІ.  

## Цікаві подробиці
Перша презентація книги відбулась у Мар’їнці, саме там, де відбувається переважна більшість описаних подій. 
Практично у всіх містах, де відбувались презентації, автора приходили привітати люди, які стали героями його книги.
Російські бойовики внесли автора книги «Карателі» до списків карателів на своєму сайті «Трибунал».
Влад Якушев написав сценарій за мотивами книги «Карателі». Якийсь час йшли перемовини про його екранізацію. Після президентських виборів 2019 року перемовини про екранізацію припинились.
Одна з героїнь книги «Карателі» собака Ніка повернулась з війни разом з бійцем на позивний «Ведмідь». Тепер обидва героя книги живуть у місті Нетішин Рівненської області. 
Один із головних героїв книги Михайло Гасанов (у книзі Міша-повар ) не дожив до її виходу. Підірвавши здоров’я під час служби, він помер невдовзі після демобілізації. Його фото є на зворотному боці книги. На світлині він другий зліва. На задньому плані із насунутою на очі кепкою. 
У 2019 році «Карателі» були представлені на українському національному стенді під час найбільшого у світі книжкового ярмарку у Франкфурті.
Після початку повномасштабного вторгнення Росії на територію України 24 лютого 2022 року більшість героїв книги «Карателі» повернулись до лав ЗСУ і продовжили боронити державу. 